# Kiourktsóglou
Kiourktsóglou (Kiourktsoglou) är en ort i Grekland.   Den ligger i prefekturen Chalkidike och regionen Mellersta Makedonien, i den nordöstra delen av landet, 280 km norr om huvudstaden Aten. Kiourktsóglou ligger 133 meter över havet och antalet invånare är 177.
Terrängen runt Kiourktsóglou är kuperad. Runt Kiourktsóglou är det glesbefolkat, med 16 invånare per kvadratkilometer. Närmaste större samhälle är Panórama, 16,6 km nordväst om Kiourktsóglou. == Kommentarer ==
1. ↑  Framräknat ur variansen i alla höjduppgifter (DEM 3") från Viewfinder Panoramas, inom 10 km radie.[2] Mer om algoritmen finns här: Användare:Lsjbot/Algoritmer.